# Meir Dagan

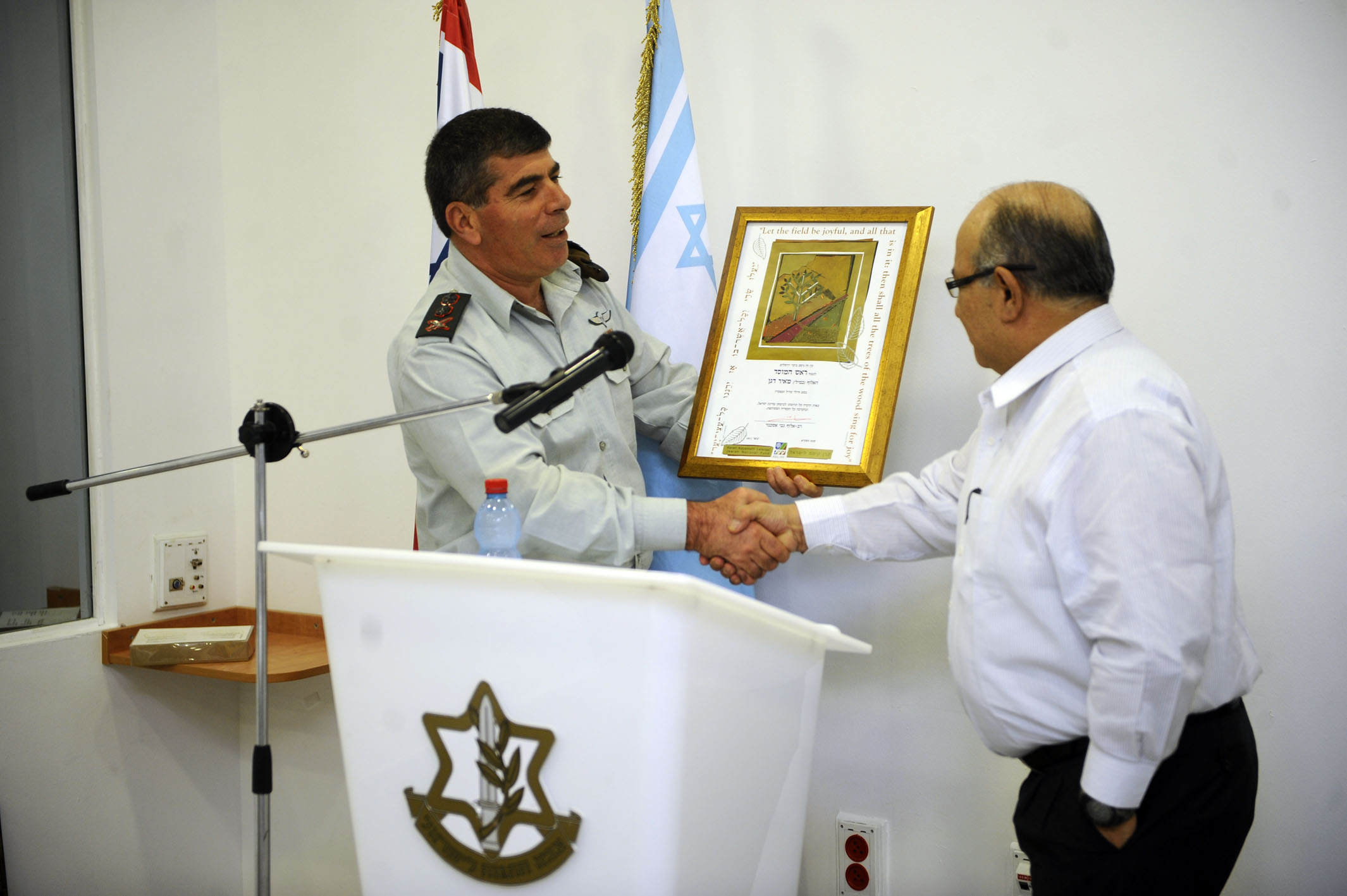
Gabi Aszkenazi, Szef Sztabu Generalnego Sił Obronnych Izraela wręcza Me’irowi Daganowi pamiątkowy dyplom z okazji jego odejścia z funkcji szefa Mosadu

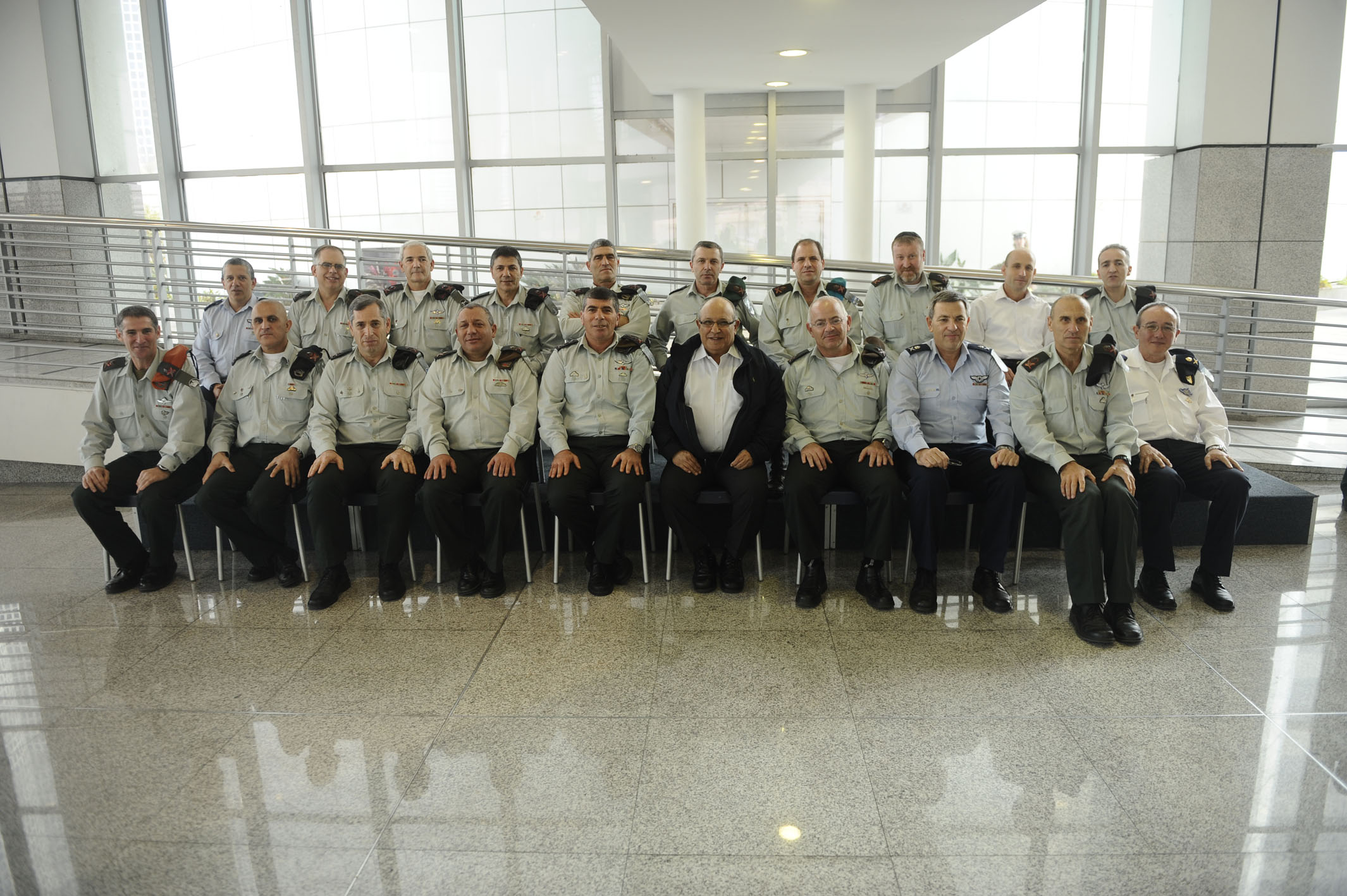
Pamiątkowe zdjęcie Me’ira Dagana i oficerów wojska i Mosadu (2011)

Meir Dagan, Me’ir Dagan (hebr. מאיר דגן, ur. jako Meir Huberman 30 stycznia 1945 w Chersoniu, zm. 17 marca 2016 w Izraelu) – izraelski wojskowy, dyrektor Mosadu w latach 2002–2011. Wcześniej komandos i dowódca tajnego oddziału komandosów działającego na terenach arabskich.

## Życiorys

### Młodość
Pochodził z rodziny polskich Żydów, większość jego krewnych zginęła podczas Holocaustu. Urodził się jako Meir Huberman w pociągu na przedmieściach Chersonia na dzisiejszej Ukrainie, podczas ucieczki jego rodziny z Syberii do Polski. Do 1950 mieszkał w PRL, kiedy to wraz z rodzicami wyemigrował do Izraela – zamieszkali najpierw w Lod, a następnie w Bat Jam.

### Kariera wojskowa
Mając w pamięci śmierć rodziny w Holocauście poświęcił życie obronie nowo powstałego państwa i niedopuszczeniu, aby Szoah się powtórzyło. Od 1963 służył w szeregach Sił Obronnych Izraela. Mimo niezwykłych umiejętności posługiwania się nożem oraz świetnych umiejętności strzeleckich nie dostał się do elitarnego oddziału Sajjeret Matkal i służył w oddziałach spadochroniarzy. Podczas wojny sześciodniowej został ranny po nadepnięciu na minę – od tego czasu utykał i często chodził o lasce.
Na początku lat 70. wszedł w skład Rimonu – tajnego oddziału CaHaLu, dowodzonego przez generała Arika Szarona, a operującego w Strefie Gazy – zwłaszcza w opanowanych przez palestyńskie organizacje terrorystyczne obozach dla uchodźców. W styczniu 1971 w Dżabaliji wyrwał odbezpieczony granat z rąk terrorysty Abu Nimira, a następnie zabił go gołymi rękami – za wyczyn ten otrzymał Medal za Odwagę.
Latem 1971, już jako kapitan, dowodził kilkuosobowym oddziałem, który w ramach operacji „Kameleon” zlikwidował w Bajt Lahiji przywódców organizacji terrorystycznej Ludowy Front Wyzwolenia Palestyny. Miał wówczas dwadzieścia sześć lat, ale był już słynny w wojsku jako żołnierz śmiały i nieszablonowy. Jak określił Icchak Rabin: „wykazywał się niezwykłą umiejętnością planowania operacji antyterrorystycznych, które przebiegały jak w filmach sensacyjnych”. W swoich misjach specjalnych wielokrotnie przebierał się w stroje arabskie, ale chodził też po okupowanej Gazie, sam z psem dobermanem, uzbrojony w kilka pistoletów i karabin maszynowy.
W 1973 podczas wojny Jom Kipur Dagan był w jednym z pierwszych oddziałów zwiadowczych, które przekroczyły Kanał Sueski.
Podczas wojny libańskiej wkroczył na czele swojej brygady pancernej do Bejrutu. Następnie został dowódcą strefy bezpieczeństwa w południowym Libanie, gdzie powrócił do działań pod kamuflażem, czym zyskał przydomek „Króla Cieni”. Podczas intifady został przeniesiony na wybrzeże Izraela jako doradca szefa sztabu Ehuda Baraka, którego również namówił do osobistych akcji pod kamuflażem.
W 1995 zakończył służbę wojskową w stopniu allufa (generała dywizji) po trzydziestu dwóch latach służby.

### Lata 1995–2002
Po odejściu z wojska, wraz ze swym przyjacielem – również allufem – Josim Ben Hananem udał się na półtoraroczną wyprawę motocyklową przez Azję, którą przerwał na wieść o zabójstwie premiera Icchaka Rabina. Przez pewien czas kierował działaniami antyterrorystycznymi. Następnie próbował sił w świecie biznesu, pomagał też swemu dawnemu dowódcy – Arielowi Szaronowi – w kampanii wyborczej, w pierwszych bezpośrednich wyborach premiera w Izraelu, w lutym 2001 roku. W 2002 odszedł na emeryturę i osiadł w domu na wsi.

### Dyrektor Mosadu
Już w sierpniu tego roku został powołany przez Szarona na stanowisko dyrektora (ramsada) Mosadu zastępując Efraima Halewiego, byłego ambasadora Izraela przy UE. Izraelski wywiad przechodził wówczas kryzys, a Dagan – jako kolejny człowiek z zewnątrz – został początkowo źle przyjęty przez oficerów Mosadu, kilku złożyło nawet rezygnację.
W jego gabinecie zawisło zdjęcie starego Żyda w tałesie, klęczącego między dwoma uzbrojonymi esesmanami. Był to dziadek Dagana – Ber Erlich Słuszny – zamordowany w Łukowie kilka sekund po zrobieniu zdjęcia. Dagan opowiadał swoim gościom, że to zdjęcie przypomina mu, jak zdeterminowanym powinien być w walce w obronie Izraela. Dawny Król Cieni odbudował siły operacyjne Mosadu i współpracę z zagranicznymi partnerami, osobiście zaangażował się w przeciwdziałanie zagrożeniu ze strony Iranu, rozbudowującemu swój program nuklearny.
Był określany jako „człowiek, który ocalił honor Mosadu” dzięki przeprowadzeniu serii niezwykłych akcji: zniszczenia syryjskiego programu nuklearnego (operacja Orchard) oraz wielu nieustępliwym akcjom przeciwko irańskiemu programowi budowy broni jądrowej, czy likwidacji najważniejszych przywódców terrorystycznych w Libanie i Syrii. Izraelski wywiad pod jego nadzorem przeprowadził również szereg działań wobec organizacji terrorystycznych, takich jak Hezbollah, Hamas i Islamski Dżihad.
Jego następcą został Tamir Pardo, wieloletni agent Mosadu, przyjaciel Jonatana i Binjamina Netanjahu. Podczas uroczystości pożegnania Dagana premier Netanjahu podziękował mu „w imieniu narodu żydowskiego”, a członkowie rządu obdarzyli owacją na stojąco. Były szef Mosadu otrzymał również osobisty list z podziękowaniami od prezydenta Busha.

### Ostatnie lata
Po odejściu z Mosadu został członkiem rady nadzorczej organizacji pomocy medycznej Hatzalach.
W 2012 media, powołujące się na izraelski serwis Walla!, podały informację, że podczas wizyty Tomasza Siemoniaka w Izraelu Meir Dagan otrzymał honorowe obywatelstwo Polski, jednak informacja ta nie została ostatecznie potwierdzona. W tym samym roku poddał się transplantacji wątroby na Białorusi. Zmarł po wieloletniej walce z rakiem 17 marca 2016. Jego śmierć wywołała powszechny smutek w Izraelu, jego zasługi wspominali politycy wszelkich opcji politycznych oraz dawni towarzysze broni.

## Życie prywatne
Po wojnie sześciodniowej ożenił się z Binią – pielęgniarką, która opiekowała się nim w szpitalu. Mieli troje dzieci. Był krępej budowy ciała, w młodości był blondynem. Zajmował się malarstwem i rzeźbiarstwem.

## Nagrody i odznaczenia

### Nagrody
- Nagroda im. Chaima Herzoga[a] za wybitne zasługi dla Izraela (2011)[15]
- Nagroda Mosskowiców[b] za zasługi dla syjonizmu (2011)[15]

### Odznaczenia
- Medal za Odwagę[6]